# 이포
이포(Ipoh, ايڤوه, 怡保)는 말레이시아의 도시이며 페락주의 주도이다. 쿠알라룸푸르에서 남북 고속도로를 거쳐 약 200킬로미터 북쪽에 위치한다.

## 개요
오늘날 통상 '이포'라고 하면 도시에 인접하는 체모르, 즐라팡, 팔림, 믕름부, 탄중람부탄 등의 소규모의 마을을 포함한, 이포 시청사 및 Dewan Bandaraya Ipoh의 관할하의 지역을 가리킨다.
역사적으로 이포는 도시의 중심부로부터 킨타강에 의해 분할된 구시가와 신시가를 가리켰다. 신시가의 곁에 위치하는 그린 타운은 1980년대 후반부터, 정부의 낡은 숙소로부터 자주 구시가와 신시가를 열등시킬 정도의 이포의 행정과 상업의 중심으로 바꿀 수 있었다.

## 유래
이포는 이전부터, 주석광을 추출하는데 사용된 거대한 채굴 펌프로부터, 화교에 의해 발전된 도시이다. 또, 주석 광업 개발에 의한 성공과 재산을 나타내는 '주석성'또는 '대부호의 도시'라고 불리고 있었다.
다른 별명에는 광동어에 '부겐빌리아의 도시산성언덕의 도시'라는 뜻도 된다.

## 역사
1720년대에 킨타 강가의 마을로서 탄생했다. 20킬로미터 남쪽에 위치하는 초기의 광산의 마을과 비교하면, 당시는 그다지 두드러지지 않았었다고 한다. 1720년에는 오늘날 볼 수 있는 체계적인 계획인, '이포 위생 회의'의 설립을 신청했다.
그렇지만, 20세기에 영국의 주석 광업 회사가 이포에 설립되었던 것이 전환기가 되고, 이포는 주목받게 된다. 1902년에 스탠다드 차타드 은행과 같은 유력한 기업들은 이포에 사무실을 개설했다.
대표적인 회사들로서는, Botly and Co., A.H Whittaker & Co., Chartered Accounts, Evatt & Co., Estate Visiting Agents Milne & Stevens started 등 식민지 시대보다 많은 회사가, 호황기의 이포에 오피스를 개설하기 시작했다.
풍부한 주석이 매장되는 킨타강의 계곡이라고 하는 지리적 조건은, 그것을 자연스럽게 성장의 중심으로 했다.
특히 1920년대부터 1930년대에, 급속히 발전을 이루었다. 1930년대의 초기, 현지의 객가인 대부호 Yau Tet-Shin는, 오늘 신시가로서 알려져 있는 킨타 강가의 동쪽에서 대략 그린 타운까지의 큰 공간을 개발하기 시작했다.
1941년 12월 15일, 일본에 의해서 점령되었다. 일본 통치 시대의 사이, 이포는 페락주의 주도(州度)로서 역할을 계속 하였다.
1942년 3월, 일본군에 의한 페락주 총독부는 St. Michael's Institution에 세워졌다. 영국군에 의해 말레이시아가 해방되는 날까지, 페락주의 주도로서 역할을 하였다.
1950년대에는, 극장, 유원지, 그리고 많은 나이트 라이프의 급증에 의해 거리수준이 높아졌다.
그리고 엔터테인먼트 그룹인, 쇼 브라더스사는 영화 체인을 이포에 설립했다. 또 페낭, 쿠알라룸푸르, 싱가포르와 함께 말라야 항공(현재의 말레이시아 항공)에 의해 연결되는 4개의 도시중 하나였다.
주석 가격의 하락과 1970년대 후반 주석광의 폐쇄에 의해, 성장은 정체하게 되었고, 말레이시아의 다른 지역 (특히 쿠알라룸푸르등의 도시권)과 싱가포르같은 지역으로부터 많은 젊은 인재의 유출을 가져왔다. 이포의 경기는 죽었다고 할 정도로서, 정년 후에 사는데 적합한 장소로 여겨지고 있다.
이포를 현대적인 거리로 재개발하기 위해서 여러 가지 노력이 이어지고 있다. 교외지역에 새로운 개발이 있을 때마다, 도시는 끊임 없이 개발되고 있다.

## 인구
이포는 아직도 말레이시아 최대의 도시의 하나로 뽑히고 있다. 오늘날, 이포는 말레이시아에서 3번째로 큰 도시이다.
이포는 중국인이 인구의 70%를 차지하는 도시로서, 페낭에 이어 가장 중국인이 많은 도시로 알려져있다.
중화권에서 활동하는 가수 광량도 이곳 이포 출신이다.

## 교통
말레이시아 1호 고속도로는 근교의 도시나 다른 주(쿠알라룸푸르의 남쪽)와 이포를 연결하고있다.

## 항공
'술탄 아즈 런 샤 공항'은 이포의 유일한 공항이다. 그것은 Gunung Rapat의 근처에 위치하고 있다.
국내선과 약간의 국제선이 취항하고 있다.
2006년 5월에 말레이시아 항공, 2006년 9월에 저가 항공사인 에어 아시아가, 각각 이포로의 운항을 중지했다. 에어 아시아는, 안전한 이착륙을 위한 활주로의 거리 부족을 이유로 했지만, 말레이시아 항공은 이익이 나오지 않는 것을 이유로 했다.

## 기후
| Ipoh의 기후                             | Ipoh의 기후  | Ipoh의 기후  | Ipoh의 기후  | Ipoh의 기후   | Ipoh의 기후  | Ipoh의 기후  | Ipoh의 기후  | Ipoh의 기후  | Ipoh의 기후  | Ipoh의 기후   | Ipoh의 기후   | Ipoh의 기후  | Ipoh의 기후     |
| 월                                      | 1월          | 2월          | 3월          | 4월           | 5월          | 6월          | 7월          | 8월          | 9월          | 10월          | 11월          | 12월         | 연간            |
| --------------------------------------- | ------------ | ------------ | ------------ | ------------- | ------------ | ------------ | ------------ | ------------ | ------------ | ------------- | ------------- | ------------ | --------------- |
| 일평균 최고 기온 °C (°F)                | 32.9 (91.2)  | 33.7 (92.7)  | 33.9 (93.0)  | 33.7 (92.7)   | 33.5 (92.3)  | 33.3 (91.9)  | 33.0 (91.4)  | 33.0 (91.4)  | 32.5 (90.5)  | 32.4 (90.3)   | 32.1 (89.8)   | 32.1 (89.8)  | 33.0 (91.4)     |
| 일평균 최저 기온 °C (°F)                | 22.6 (72.7)  | 23.0 (73.4)  | 23.4 (74.1)  | 23.9 (75.0)   | 24.0 (75.2)  | 23.7 (74.7)  | 23.2 (73.8)  | 23.3 (73.9)  | 23.2 (73.8)  | 23.1 (73.6)   | 23.1 (73.6)   | 22.8 (73.0)  | 23.3 (73.9)     |
| 평균 강우량 mm (인치)                   | 132.3 (5.21) | 149.8 (5.90) | 169.9 (6.69) | 259.1 (10.20) | 210.9 (8.30) | 151.8 (5.98) | 156.6 (6.17) | 157.8 (6.21) | 216.0 (8.50) | 297.2 (11.70) | 275.4 (10.84) | 251.1 (9.89) | 2,427.9 (95.59) |
| 평균 강우일수 (≥ 1.0 mm)                | 9            | 10           | 12           | 14            | 14           | 10           | 10           | 12           | 15           | 18            | 18            | 15           | 157             |
| 출처: World Meteorological Organisation |              |              |              |               |              |              |              |              |              |               |               |              |                 |